# Neuhaus (Germania)
Neuhaus  sul fiume Oste (ufficialmente Neuhaus (Oste)) è un comune mercato di 1.186 abitanti della Bassa Sassonia, in Germania.
Appartiene al circondario (Landkreis) di Cuxhaven (targa CUX) ed è parte della comunità amministrativa (Samtgemeinde) di Am Dobrock.